# Hero (prénom)
Pour les articles homonymes, voir Hero.
Hero est un prénom.

## Légende assyrienne
Dans la Gesta Treverorum, Hero, fils de Trebote, succède à son père.

## Citation d'Ovide dans le Wiktionnaire
Saepe petens Heron iuvenis transnaverat undas;

tum quoque transnasset, sed via caeca fuit. 

(Ovidus, Amores, II, 16, 31 et seq.)

Souvent cherchant le chemin le jeune Hero nagea à travers les vagues;

il serait également passé à travers les mailles du filet, mais le chemin était sombre. 

(Ovide, Les Amours, II, 16, 31 et suivants).

## Mythologie grecque
Chez les grecs, Hero (en général Heros Ηρούς), est un prénom féminin.
Il vient de l'ancien prénom grec Ἡρώ (de Ἡροῦς), prénom identique à celui d'Héra (Ἥρα) la déesse grecque — Junon la déesse romaine — dont l'étymologie est incertaine (ετύμου).
Dans le récit mythologique grec de Héro et Léandre, Ἡρώ était une jeune prêtresse d'Aphrodite, qui a trahi le vœu de chasteté à cause de son amour pour Léandre (Leandros).
Aujourd'hui, Ηρώ a été remplacé par Υρώ comme une forme abrégée du prénom Αργυρώ (el) (Argiro, Argento), pour signifier une personne qui a l'éclat de l'argent.
Dans la mythologie grecque, les Érotes (du grec ancien ἔρωτες / érôtes), aussi appelés Amours ou Cupidons, sont les compagnons de la déesse Aphrodite.

## Monde anglophone
Héros est un prénom d' origine grecque ancienne qui signifie « héros ». Il est parfois translittéré en anglais comme Hērō (grec ancien: Ἡρώ). Les Grecs anciens l'ont prononcé hay-rō, tandis que les anglophones le prononcent HEER-o. Le nom féminin est parfois donné en référence au mythe grec ancien de Hero et Leander ou au personnage dans la pièce Much Ado About Nothing de William Shakespeare en 1599. Une version grecque modernisée du nom est Iro (Ηρώ).
Le prénom masculin est une forme grecque latinisée du nom grec Heron (Ἥρων).
Le nom Hero a été utilisé de temps en temps pour les garçons et les filles dans le monde anglophone.
Hiro, est un prénom masculin japonais avec de multiples significations qui est devenu plus connu après l'apparition de Hiro Nakamura, un personnage de la série télévisée américaine Heroes (2006-2010).

## Fête(s), Saint du jour
Chez les grecs le prénom est habituellement célébré le 1er novembre comme les saints Anargyroi (Anargyre), « Anargyre (en grec byzantin souvent employé au pluriel ἀνάργυροι / anárgyroi), est une épithète signifiant littéralement sans argent, il qualifie les saints thaumaturges orthodoxes, » dont Côme et Damien (Cosmas et Damian). (voir aussi Argiro ou Argento)
Alors que pour les catholiques, le 1er novembre est la fête de la Toussaint, fête de tous les saints.

## Formes d'origine du prénom
- Ήρούς, ‘ηρως, Heros
- Ηρώ, Hero, Héro
- Ἥρα, Hera, Héra
- Ήρων, Heron, Héron
- Υρώ, υρώ, υροι, extrait de Αργυρώ, Αναργύρων, ἀνάργυροι, donne Iro, Iron

Étude de l'origine cunéiforme :
- Eres, translittération ereš, sa majesté la reine (Akk. Beltu, v. Bēl, Bēlit, Seigneur)
- Erra, translittération {d}er3-ra, dieu mésopotamien, Ier millénaire av. J.C.

## Autres formes du prénom
Behind the name Heros:
- Hero, Heroides, Heroidias, Heron (Ancient Greek),
- Herod, Herodias (Biblical),
- Herodes, Herodias (Biblical Greek),
- Herodes, Herodias (Biblical Latin),
- Iro (Greek),
- Hero (Greek Mythology)

## Le prénom dans d'autres langues
Grec: Ηρώ, Ἥρα, Ήρων, Ήρούς (ηρως), Υρώ
- Latin: Hero
- Anglais: Hero
- Grec: Ηρώ (Hero) féminin et Ήρων (Heron) masculin[9]
- Français: Héro, Héra, Héron, Éros
- Japonais: Hiro, Hiroshi (浩, 浩生, 比呂), Hiro (en kanas ヒロ), la vérité (紘)[10]
- Russe: Hero[11], Герой (Héros), Хиро (Hiro)
- Italien: Ero, Eros

## Le prénom dans l'art
- Héro et Léandre, un couple d'amoureux de la mythologie grecque
- Héro, fille de Léonato, dans la comédie de William Shakespeare Beaucoup de bruit pour rien

## Les personnes portant ce prénom Ηρώ
Cités dans cet article :
- Hero, fils de Trebote
- Heron le jeune, cité par Ovide
- Héra, déesse grecque
- Héro et Léandre, mythologie grecque
- Héro, fille de Léonato, dans la pièce de Shakespeare
- Hiro Nakamura, personnage de la série télévisée américaine Heroes

Enregistrés dans Wikidata :
- Héron d'Alexandrie (Ήρων ο Αλεξανδρεύς), Savant Grec du Ier siècle après J.C.
- Héron de Byzance (Ήρων ο Βυζάντιος), ingénieur et géomètre byzantin du Xe siècle, auteur de deux traités
- Hero Oomkens fan Esens (fy), "le jeune", né vers 1455, décédé en 1522, comte de Harlingerland (1473), descendance directe de Radbod, roi des Frisons.
- Hero fan Yntema (fy), juriste, personnalité de Frise orientale (Pays-Bas) et d'Allemagne, né en 1576, fils de Feike van Yntema
- Hero Galama (fy), imprimeur, marchand frison (Pays-Bas) du XVIIe siècle
- Hero Galema (fy), poète, éditeur, imprimeur de l'Amirauté et de la ville de Harlingen de 1660 à 1678, frison (Pays-Bas), du XVIIe siècle, décédé en 1680

Cités dans l'article grec (el) :
- Iró Konstantopoúlou (1927–1944), combattante de la résistance
- Iro Kyriakaki (el) (1932–1988), actrice, épouse de Stávros Tornés (Τορνέ)
- Ηρώ Σταυράκη (Ero Stavraki), pseudonyme littéraire de Sōtēría Staurakopoúlou (el)
- Ηρώ Μουκίου (Ero Μουκίου) (1964), actrice
- Iró Dióti (Ηρώ Διώτη) (1979), économiste et femme politique grecque
- Ηρώ (Ηρώ Λεχουρίτη), chanteuse
- Iro Bezou (el) (1988), actrice et écrivain